# Back to the Future (MSX)

Обзор на игру в японском журнале «MSX Magazine».

Back to the Future (яп. バックトゥザフューチャー) — видеоигра, основанная на одноимённом фильме «Назад в будущее» и разработанная Макото Итиносэки. Была выпущена исключительно в Японии компанией Pony Canyon для компьютеров MSX и PC-88 в 1985 году.

## Сюжет
Подросток Марти Макфлай, путешествующий во времени, оказался в 1955 году, чтобы соединить своих родителей Джорджа Макфлая и Лоррейн Бейнс, ставя свою жизнь под угрозу.
Ко всему этому. Марти одновременно нужно обязательно найти своего друга — изобретателя Дока Брауна. Затем он должен отвести Дока к часовой башне города Хилл-Вэлли. Если у Марти всё получится, то он сможет вернуться обратно в 1985 год с помощью машины времени.

## Игровой процесс
Всего в игре девять уровней. На каждом из уровней, Марти должен открывать окна различных зданий, чтобы найти Джорджа и Лоррейн. Найдя одного из своих родителей, Марти должен дождаться их встречи друг с другом. Затем мальчик должен свести их в танце, и на этом заканчивается основной сюжет.
По стилю игра напоминает другую известную игру «Super Mario Bros.», которая вышла в том же году.
В игре звучат всего три песни. Первая разыгрывается в цикле во время уровня, другая — играет после завершения уровня, а финальная музыка разыгрывается, когда в конце игры отображается текст выигрыша.
Последний экран поздравляет вас с завершением всех раундов и добавляет бонус к вашему счёту, складывая количество оставшихся жизней и количество собранных вами кроссовок.

## Оценки
Игра не понравилась многим игрокам, в основном, из-за несоответствия с первым фильмом и ужасного саундтрека. Некоторые сравнивают эту игру с версией для NES 1989 года. Японский журнал MSX Magazine, полностью посвящённый системам MSX, сказал, что «BTTF очень интересен даже в играх» (яп. B.T.Fはゲームでもヤッパリ面白い).